# Carlo Troja
Carlo Troja ou Carlo Troya (Naples, 7 juin 1784 - Naples, 28 juillet 1858) est un historien et homme politique napolitain du XIXe siècle. Il est l'un des principaux membres du parti néoguelfe qui avait comme programme la réalisation de l'unité italienne sur la base d'une confédération d'états, chacun gouverné par son prince, sous la présidence du Pape.

## Biographie
Carlo Troja naquit à Naples le 7 juin 1785. Il est le fils du médecin de la cour Michel Troja (urologue et inventeur du cathéter). Il suivit en 1798 les Bourbons obligés par les événements de se retirer en Sicile, puis il étudia à Palerme les mathématiques sous le célèbre astronome Giuseppe Piazzi. Revenu à Naples en 1802, il s’y fit avocat, et en 1815, quoique résidant à la cour avec son père, il se montra attaché aux principes libéraux qu’il professa avec ardeur dans le journal la Minerva. Banni en 1823, il visita diverses cités italiennes : Florence, Bologne, Rome. C’est alors (1826) qu’il écrivit le Lévrier allégorique de Dante, dans lequel il s’attache à faire connaître l’époque où vécut l’auteur de la Divine comédie. Il ne revint à Naples que pour assister aux derniers moments de son père. Contraint de nouveau à s’exiler, il travailla à son Étude préliminaire de l’histoire du moyen âge (1839 et années suivantes), une des plus considérables qui aient été publiées sur les invasions barbares. Il est, du 5 avril 1848 au 14 mai 1848, Premier ministre du royaume des Deux-Siciles, succédant à Nicola Maresca Donnorso et précédant Gennaro Spinelli. Rentré dans la vie privée, il se consacra exclusivement à ses sérieux travaux historiques. Troja est mort à Naples le 28 juillet 1858. Outre les écrits mentionnés on a de lui : un Code diplomatique des Lombards.